# Noblesa obliga
Noblesa obliga (títol original: Ruggles of Red Gap) és una pel·lícula de comèdia estatunidenca de 1935 dirigida per Leo McCarey i protagonitzada per Charles Laughton, Mary Boland, Charlie Ruggles i ZaSu Pitts. Es va basar en la novel·la més venuda de 1915 de Harry Leon Wilson, adaptada per Humphrey Pearson, amb guió de Walter DeLeon i Harlan Thompson. Està doblada al català.

## Argument
Un majordom anglès, portat a l'oest americà, assimila l'estil de vida estatunidenc. 

## Repartiment
- Charles Laughton com Marmaduke Ruggles
- Mary Boland com Effie Floud
- Charlie Ruggles com Egbert Floud
- ZaSu Pitts com Mrs. Judson
- Roland Young com comte de Burnstead
- Leila Hyams com Nell Kenner
- Maude Eburne com "Ma" Pettingill
- Lucien Littlefield com Charles Belknap-Jackson
- Leota Lorraine com Mrs. Belknap-Jackson
- James Burke com Jeff Tuttle
- Dell Henderson com Sam
- Clarence Wilson com Jake Henshaw
- Heinie Conklin com cambrer (sense acreditar)
- Willie Fung com Willie (sense acreditar)

## Ubicació
La pel·lícula es va rodar en ubicacions del comtat de Humboldt, Califòrnia.

## Premis i nominacions
Charles Laughton va guanyar el New York Film Critics' Circle Awards per Noblesa obliga (juntament amb Rebel·lió a bord ) el 1935. El National Board of Review va nomenar la pel·lícula com la novena millor de 1935. Aquell any, les altres dues pel·lícules de Laughton, Les Misérables i Rebel·lió a bord, van quedar sisena i vuitena a la llista, respectivament. La pel·lícula va ser nominada a l'Oscar a la millor pel·lícula i va competir contra altres dues pel·lícules de Laughton que també van ser nominades: Rebel·lió a bord (que va guanyar el premi) i Les Misérables .
El 2014, la pel·lícula va ser considerada "cultural, històricament o estèticament significativa" per la Biblioteca del Congrés i seleccionada per a la seva conservació al National Film Registry.

## Altres adaptacions
La novel·la Ruggles of Red Gap de Harry Leon Wilson va ser adaptada per a l'escenari de Broadway com a musical l'any 1915, el mateix any que es va publicar. Es va convertir per primera vegada en una pel·lícula muda el 1918 i de nou el 1923 (aquest últim amb Edward Everett Horton com a Ruggles).
L'any 1950 es va estrenar una adaptació musical anomenada Fancy Pants protagonitzada per Bob Hope i Lucille Ball.
Ruggles of Red Gap va ser adaptat com a obra de ràdio diverses vegades. Primer a l'episodi del 10 de juliol de 1939 de Lux Radio Theatre ; segon a l'episodi del 17 de desembre de 1945 de The Screen Guild Theatre ; i el tercer a l'episodi del 8 de juny de 1946 de l'Academy Award Theater . Totes aquestes adaptacions van trobar Charles Laughton i Charlie Ruggles repetint les seves parts cinematogràfiques.
El 1957 es va produir una versió musical de televisió a Producer's Showcase, protagonitzada per Michael Redgrave, Peter Lawford, David Wayne i Jane Powell. Les cançons van ser creades per Jule Styne i Leo Robin.